# Средние специальные учебные заведения Екатеринбурга
В статье представлены действующие и закрытые учебные заведения среднего профессионального образования в Екатеринбурге. В список ССУЗов также включены колледжи и техникумы без образования юридического лица в составе вузов и иных учебных заведений города за исключением факультетов, отделений и других структурных подразделений среднего профессионального образования.

## Действующие учебные заведения
| Наименование | Аббревиатура               | Вид      | Организационно-правовая форма | Год создания | Официальный сайт                                                  | Головное учебное заведение              |
| --- | -------------------------- | -------- | ----------------------------- | ------------ | ----------------------------------------------------------------- | --------------------------------------- |
| Академический гуманитарный колледж | -                          | Колледж  | НОУ СПО                       | 2005         | urgi.ural.ru                                                      | УрГИ                                    |
| Екатеринбургский автомобильно-дорожный колледж (быв. Свердловский дорожный техникум)                                                                                            | ЕАДК                       | Колледж  | ГБОУ СПО                      | 1930         | eadk.ru                                                           | -                                       |
| Екатеринбургский колледж транспортного строительства (быв. Свердловский строительный техникум транспортного строительства)                                                      | ЕКТС                       | Колледж  | ФГОУ СПО                      | 1929         | ects.ru                                                           | -                                       |
| Екатеринбургский колледж физической культуры | -                          | Колледж  | ФГОУ СПО                      | -            | sport-ural.ru                                                     | -                                       |
| Екатеринбургский колледж экономики, статистики и информатики (быв. Екатеринбургский учебный центр Госкомстата РФ)                                                               | -                          | Колледж  | ФГОУ СПО                      | 2004         | ekstat.ru                                                         | -                                       |
| Екатеринбургский машиностроительный колледж | ЕМК                        | Колледж  | -                             | 1933         | rsvpu.ru                                                          | РГППУ                                   |
| Екатеринбургский механический техникум | ЕМТ                        | Техникум | ГОУ СПО                       | 1962         | -                                                                 | -                                       |
| Екатеринбургский монтажный колледж | ЕМК                        | Колледж  | ГОУ СПО                       | 1929         | hemk-ekat.ru                                                      | -                                       |
| Екатеринбургский политехникум | -                          | Техникум | ГОУ СПО                       | 1954         | ekpt.ru                                                           | -                                       |
| Екатеринбургский промышленно-экономический техникум | -                          | Техникум | ГОУ СПО                       | -            | urpet96.ru                                                        | -                                       |
| Екатеринбургский профессионально-педагогический колледж | -                          | Колледж  | ГОУ СПО                       | -            | -                                                                 | -                                       |
| Екатеринбургский техникум «Автоматика» | -                          | Техникум | ГОУ СПО                       | 1982         | etavtomatika.ru                                                   | -                                       |
| Екатеринбургский техникум химического машиностроения | -                          | Техникум | ФГОУ СПО                      | -            | -                                                                 | -                                       |
| Екатеринбургский торгово-экономический техникум | ЕТЭТ                       | Техникум | ФГОУ СПО                      | 1924         | ektec.ru                                                          | -                                       |
| Екатеринбургский химико-механический техникум | ЕХМТ                       | Техникум | ФГОУ СПО                      | 1942         | -                                                                 | -                                       |
| Екатеринбургский экономико-технологический колледж | ЕЭТК                       | Колледж  | ГАПОУ СО                      | 1932         | eetk.ru                                                           | -                                       |
| Екатеринбургский электромеханический колледж | ЕЭМК                       | Колледж  | -                             | -            | rsvpu.ru                                                          | РГППУ                                   |
| Екатеринбургский энергетический техникум | ЕЭТ                        | Техникум | ФГОУ СПО                      | 1930         | ekbenergo.ru                                                      | -                                       |
| Екатеринбургское суворовское военное училище | ЕСВУ                       | Училище  | ГОУ СПО                       | 1947         | svu.ru                                                            | -                                       |
| Екатеринбургское училище олимпийского резерва №1 | УОР №1                     | Училище  | ГОУ СПО                       | 1971         | uor-ekb.ru                                                        | -                                       |
| Екатеринбургское художественное училище имени И. Д. Шадра | -                          | Училище  | ГОУ СПО                       | 1902         | -                                                                 | -                                       |
| Итальянский высший колледж «Леонардо» | -                          | Колледж  | -                             | 1994         | ic.usu.ru                                                         | УрГУ им. А. М. Горького                 |
| Колледж железнодорожного транспорта УрГУПС (быв. Факультет среднего профессионального образования УрГУПС, до этого — Уральский техникум железнодорожного транспорта МПС России) | КЖТ УрГУПС                 | Колледж  | -                             | 1929         | crt.usurt.ru                                                      | УрГУПС                                  |
| Медицинский колледж УрГУПС (быв. Факультет железнодорожной медицины УрГУПС, до этого — Екатеринбургское медицинское училище железнодорожного транспорта МПС России)             | МК УрГУПС                  | Колледж  | -                             | 2008         | mcrt.usurt.ru                                                     | УрГУПС                                  |
| Колледж Института международных связей | -                          | Колледж  | НОУ СПО                       | -            | ims-ural.ru                                                       | ИМС                                     |
| Академия туризма и международных отношений (ранее Уральский международный институт туризма)                                                                                     | -                          | Колледж  | НОУ СПО                       | -            | uralinsttur.ru                                                    | УМИТ                                    |
| Колледж предпринимательства и социального управления | -                          | Колледж  | НОУ СПО                       | 1993         | kpsu.ru                                                           | -                                       |
| Колледж управления и сервиса «Стиль» | -                          | Колледж  | ГОУ СПО                       | 2006         | -                                                                 | -                                       |
| Колледж управления, экономики и финансов | -                          | Колледж  | НОУ СПО                       | -            | -                                                                 | -                                       |
| Колледж УрГЭУ | -                          | Колледж  | -                             | 1999         | college.usue.ru                                                   | УрГЭУ                                   |
| Колледж Уральского международного института туризма | -                          | Колледж  | -                             | 2010         | http://uralinsttur.ru/kolledzh-srednee-professionalnoe-obuchenie/ | УМИТ                                    |
| Областной техникум дизайна и сервиса (быв. Профессиональное училище № 5) | ОТДиС                      | Техникум | ГОУ СПО                       | 1954         | otdis.ru                                                          | -                                       |
| Профессионально-педагогический колледж технологии красоты | -                          | Колледж  | ГОУ СПО                       | -            | eppc.ru                                                           | -                                       |
| Свердловский колледж искусств и культуры (быв. Свердловское областное училище искусств и культуры (СОУИиК))                                                                     | СКИиК                      | Колледж  | ГОУ СПО                       | 1957         | socic.ru                                                          | -                                       |
| Свердловский кооперативный техникум Облпотребсоюза | -                          | Техникум | НОУ СПО                       | -            | -                                                                 | -                                       |
| Свердловский мужской хоровой колледж (быв. Мужской хоровой лицей) | СМХК                       | Колледж  | ГОУ СПО                       | 1992         | mhl.ur.ru                                                         | -                                       |
| Свердловский областной медицинский колледж | СОМК                       | Колледж  | ГОУ СПО                       | 1930         | somedcollege.rosfirm.ru                                           | -                                       |
| Свердловский областной музыкально-эстетический педагогический колледж (быв. Музыкально-педагогическое училище)                                                                  | СОМЭПК                     | Колледж  | ГОУ СПО                       | 1947         | somepk.ru                                                         | -                                       |
| Свердловский областной педагогический колледж (быв. Екатеринбургское педагогическое училище)                                                                                    | СОПК                       | Колледж  | ГОУ СПО                       | 1922         | academiaopen.ru                                                   | -                                       |
| Свердловский областной фармацевтический колледж | СОФК                       | Колледж  | ГОУ СПО                       | 1940         | farmcollege.ru                                                    | -                                       |
| Свердловское областное музыкальное училище имени П. И. Чайковского (колледж) | СОМУ им. П. И. Чайковского | Колледж  | ГОУ СПО                       | 1916         | uralmuzuch.ru                                                     | -                                       |
| Уральский техникум автомобильного транспорта и сервиса | УрТАТиС                    | Техникум | ГБОУ СПО                      | 1972         | urtatis.ru                                                        | -                                       |
| Техникум индустрии питания и сервиса «Кулинар» | -                          | Техникум | ГОУ СПО                       | 1935         | -                                                                 | -                                       |
| Уральский государственный аграрный колледж | -                          | Колледж  | -                             | -            | usaca.ru                                                          | УрГСХА                                  |
| Уральский железнодорожный техникум | УрЖТ                       | Техникум | ГОУ СПО                       | -            | -                                                                 | -                                       |
| Уральский колледж индустрии красоты | УрКИК                      | Колледж  | НОУ СПО                       | 2003         | urkik.ru                                                          | -                                       |
| Уральский колледж недвижимости и управления | УКНиУ                      | Колледж  | НОУ СПО                       | 1997         | ukniu.ru                                                          | -                                       |
| Уральский колледж строительства, архитектуры и предпринимательства | УКСАП                      | Колледж  | ГОУ СПО                       | 1902         | uksap.ru                                                          | -                                       |
| Уральский колледж технологий и предпринимательства (быв. Уральский техникум ремесленников-предпринимателей)                                                                     | -                          | Колледж  | ГОУ СПО                       | -            | -                                                                 | -                                       |
| Уральский лесотехникум | -                          | Техникум | -                             | 1956         | ipklesa.boom.ru (недоступная ссылка)                              | Уральский ИППК кадров лесного комплекса |
| Уральский межрегиональный колледж безопасности | УКБ(М)                     | Колледж  | НОУ                           | 1992         | safetylife.ru                                                     | -                                       |
| Уральский музыкальный колледж | УМК                        | Колледж  | ГОУ СПО                       | 1943         | uralmuscollege.ru                                                 | -                                       |
| Уральский политехнический колледж | УПК                        | Колледж  | ГАОУ СПО                      | 1942         | urpc.ru                                                           | -                                       |
| Уральский радиотехнический колледж имени А.С. Попова (быв. Радиотехникум имени А. С. Попова)                                                                                    | УРТК им. А. С. Попова      | Колледж  | ГАПОУ СО                      | 1952         | urtt.ru                                                           | -                                       |
| Уральский техникум экономики и права | УТЭП                       | Техникум | НОУ СПО                       | 1999         | uralcollege.ru                                                    | УИЭУиП                                  |
| Уральский экономический колледж | УЭК                        | Колледж  | АНО СПО                       | 1991         | урал-колледж.рф                                                   | -                                       |
| Уральское горнозаводское училище имени Демидовых (колледж) | -                          | Колледж  | ГОУ СПО                       | -            | -                                                                 | -                                       |
| Экономический техникум «Уральская школа бизнеса» | -                          | Техникум | НОУ СПО                       | 1992         | urib.info                                                         | УИБ им. И. А. Ильина                    |
| Уральский государственный колледж имени И. И. Ползунова (быв. Свердловский горно-металлургический техникум)                                                                     | УГК им. И. И. Ползунова    | Колледж  | ГОУ СПО                       | 1721         | ugkp.ru                                                           | -                                       |
| "Социально-профессиональный техникум "Строитель" | -                          | Техникум | ГОУ СПО                       | -            | sptstroitel.ru                                                    | -                                       |
| Уральский Техникум "Рифей" | УРТ "Рифей"                | Техникум | ГБОУ СПО                      | -            | -                                                                 | -                                       |

## Закрытые учебные заведения
| Наименование                                      | Аббревиатура | Вид     | Организационно-правовая форма | Год создания | Год закрытия | Причина закрытия |
| ------------------------------------------------- | ------------ | ------- | ----------------------------- | ------------ | ------------ | --- |
| Городской медицинский колледж                     | -            | Колледж | -                             | -            | 2006         | В 2006 году Городской медицинский колледж вошёл в состав Свердловского областного медицинского колледжа.                                       |
| Екатеринбургский механико-технологический колледж | -            | Колледж | -                             | -            | 2007         | В 2007 году Екатеринбургский механико-технологический колледж вошёл в состав Екатеринбургского экономико-технологического колледжа.            |
| Екатеринбургский педагогический колледж           | -            | Колледж | -                             | -            | 2007         | В 2007 году Екатеринбургский педагогический колледж вошёл в состав Свердловского областного музыкально-эстетического педагогического колледжа. |
| Юридический колледж УрГЮА                         | -            | Колледж | ГОУ СПО                       | 1994         | 2001         | В 2001 году Юридический колледж УрГЮА был реорганизован в Факультет среднего профессионального образования УрГЮА.                              |

## Фотографии фасадов зданий ССУЗов

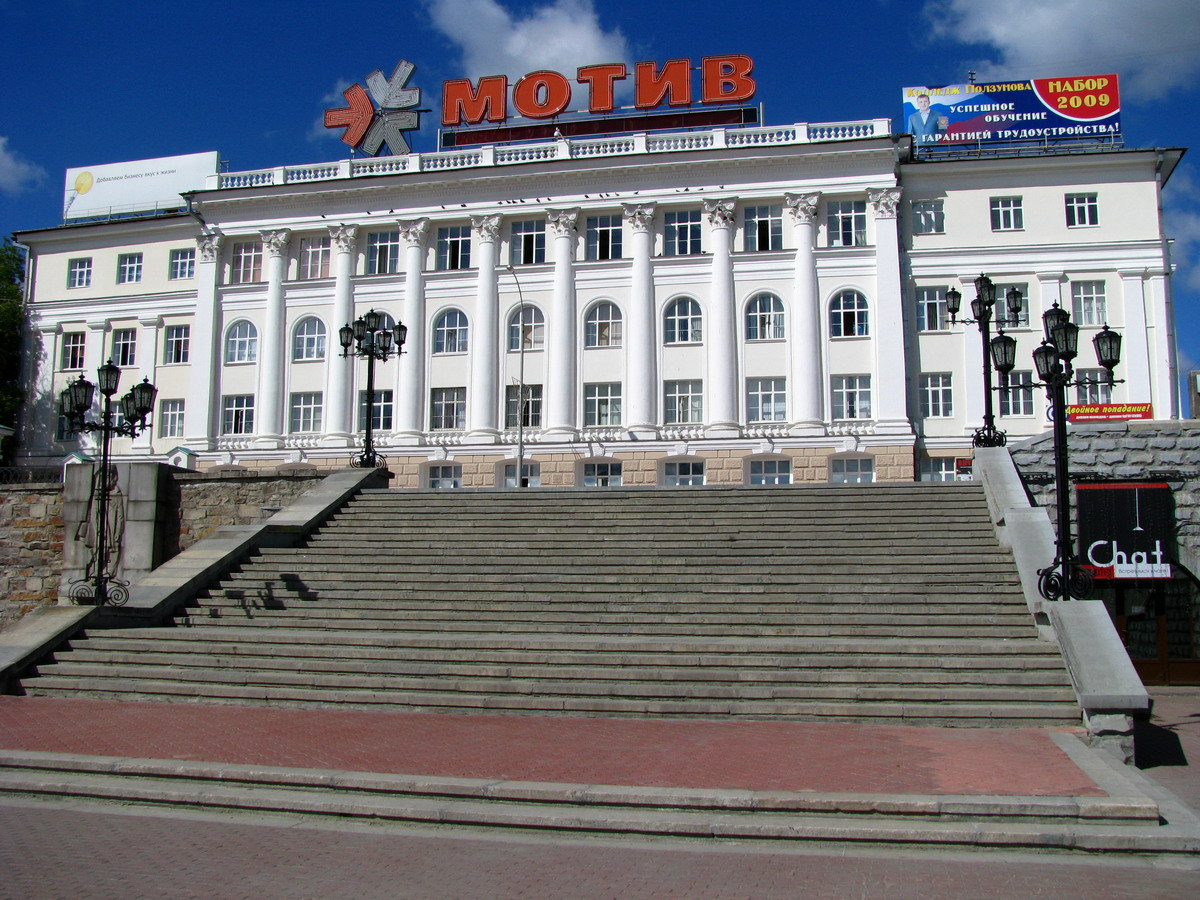
Уральский государственный колледж имени И. И. Ползунова